# Dondo, Angola
Dondo, Angola este un oraș în Angola care aparține de Provincia Cuanza Norte.